# مملكة دلماسية
مملكة دلماسية (بالكرواتية: Kraljevina Dalmacija) (بالألمانية: Königreich Dalmatien) (بالإيطالية: Regno di Dalmazia) هي أرض تاج من الإمبراطورية النمساوية (1815–1867) و‌سيسليذانيا في الإمبراطورية النمساوية المجرية (1867–1918). تشمل منطقة دلماسية كلها، وعاصمتها زادار.

## تاريخها
ضمّت ملكية هابسبورغ أراضي دلماسية بعد حرب التحالف الأول النابليونية: عندما أطلق نابليون بونابرت حملته الإيطالية في دوقيتي هابسبورغ ميلانو ومانتوفا في عام 1796، وبلغت ذروتها في حصار مانتوفا، أَجبر الإمبراطورَ فرانتس الثاني على صنع السلام. في عام 1797 وُقِّعت معاهدة كامبو فورميو التي تخلّى فيها إمبراطور هابسبورغ عن حيازة الأراضي المنخفضة النمساوية واعترف رسميًا باستقلال الجمهورية الألبية الإيطالية. في المقابل، تنازل نابليون له عن ممتلكات جمهورية البندقية، من ضمنها ساحل دلماسية (دلماسية البندقية) وخليج كوتور (ألبانيا البندقية). وقفت لا سيرينيسيما إلى جانب النمسا من أجل الدفاع عن دوميني دي تيرافيرما واحتلتها القوات الفرنسية في 14 مايو 1797. أنهت المعاهدة تاريخ جمهورية البندقية الذي امتد قرونًا.
امتدت أرض تاج هابسبورغ المكتسبة حديثًا من جزيرة راب وكارلوباغ في الشمال أسفل الساحل الأدرياتيكي إلى بودفا في الجنوب، بينما احتفظت جمهورية راغوزا (دوبروفنيك) باستقلالها حتى عام 1808. عندما أنشأ فرانتس الثاني عام 1804 لقب إمبراطور النمسا لنفسه (مثل فرانتس الأول)، أضاف أيضًا لقب «ملك دلماسية». ومع ذلك، خسروا الممتلكات مرة أخرى بعد الهزيمة النمساوية في معركة أوسترليتز وصلح برسبورغ عام 1805، عندما شكلوا مؤقتًا جزءًا من الأقاليم الإليرية الفرنسية. لم تتشكل مملكة دلماسية من المناطق المستعادة حتى عُقد مؤتمر فيينا عام 1814-1815، والتي تضم الآن جمهورية راغوزا السابقة وتمتد إلى سوتوموري في الجنوب الشرقي.
في عام 1850 تقريبًا، شُيّدت قلعة بريفلاكا للنمساويين من أجل السيطرة على حركة المرور البحرية في خليج كوتور. عند اندلاع ثورات عام 1848، وقعت دلماسية تحت سيطرة بان كرواتيا يوسب يلاتشيتش مؤقتًا. ومع ذلك، حثت النخبة الناطقة بالإيطالية المهيمنة على مجلس دلماسية على الحكم الذاتي للمملكة باعتبارها أرضًا للتاج النمساوي ضد مطالبة حركة النهضة الوطنية الكرواتية بمملكة متحدة بين كرواتيا وسلوفينيا ودلماسية. في التسوية النمساوية المجرية لعام 1867، رُفض التوحيد مع المملكة الكرواتية السلوفينية. بينما دُمجت المملكة الكرواتية السلوفينية في أراضي تاج القديس ستيفن، بقيت دلماسية أرض التاج للنصف السيسليثاني (النمساوي) من الملكية المزدوجة.
كانت المملكة قسمًا إداريًا منفصلًا للإمبراطورية النمساوية المجرية حتى عام 1918، عندما أصبحت أراضيها -باستثناء زادار وجزر لاستوفو وبلاجروسا التي ضمتها مملكة إيطاليا- جزءًا من دولة السلوفينيين والكروات والصرب ومملكة الصرب والكروات والسلوفينيين (مملكة يوغوسلافيا لاحقًا). نتيجة لدستور فيدوفدان (في عام 1921)، قُسِّمت غالبية المملكة إلى أوبلاست سبليت وأوبلاست دوبروفنيك، مع ضمّ خليج كوتور إداريًا لأوبلاست زيتا في الجبل الأسود.

### الإدارة النمساوية الأولى
تمرّد العديد من العمال والمواطنين في جميع أنحاء دلماسية عند سقوط جمهورية البندقية في عام 1797. وظهرت حركة قوية تطالب بتوحيد دلماسية مع المملكة الكرواتية السلوفينية. عقد الفرنسيسكان والعديد من رجال الدين الآخرين التجمعات، في قرية غورني كارين مثلًا، حيث طالبوا بالتوحيد. وانضم إليهم رئيس الأساقفة ليليت سيبيكو من سبليت، وأسقف ماكارسكا ورجال الدين الأرثوذكس. في يونيو 1797، شكّلوا وفدًا يعتزم السفر إلى فيينا والطلب من الإمبراطور الموافقة على التوحيد لكن معاهدة كامبو فورميو دفعتهم للإسراع فقرروا الاتصال بالبان الكرواتي بدلًا من ذلك. بموجب معاهدة كامبو فورميو، الموقعة في 18 أكتوبر 1797 بين الجمهورية الفرنسية الأولى وملكية هابسبورغ، قُسِّمت أراضي البندقية بين الدولتين وحصلت ملكية هابسبورغ على إستريا ودلماسية قاد الجنرال الكرواتي ماتياس روكافينا فون بوينوغراد الجيش النمساوي الذي ضمّ نحو 4000 جندي في الحملة العسكرية للمطالبة بالأراضي المكتسبة حديثًا. عُيِّن روكافينا، أحد مؤيدي توحيد دلماسية والمملكة الكرواتية السلوفينية، حاكمًا عسكريًا لدلماسية. ابتهج الناس ورجال الدين لوصول جيش يقوده الكروات ويتألف في الغالب من الكروات الإثنيين. ومع ذلك، اعتُبرت دلماسية منطقة غُزيت حديثًا لذا لم يكن لديها حكومة مستقلة وإنما خضعت مباشرة للحكومة في فيينا. في عام 1798، تأسست الحكومة الملكية في زادار ويرأسها الحاكم. عُيِّن أعضاء الحكومة والحاكم من قبل الإمبراطور وخضعوا للجنة البلاط الملكي لإستريا ودلماسية وألبانيا في البندقية، ومنذ عام 1802 خضعوا لقسم الغرفة الملكية في فيينا لدلماسية وخليج كوتور. قُسِّمت دلماسية إلى مناطق المحكمة الإدارية التي يرأسها العمداء والقضاة الإداريون. شملت هذه المناطق: كريس وكرك وراب وباغ وزادار ونين ونوفيغراد وسكرادين وشيبينيك وكنين وسيني وتروغير وسبليت وكليس وأوميش وبراتش وهفار وكورتشولا وإيموتسكي وماكارسكا وبوليكا وميتكوفيتش. في عام 1802، رفض البلاط الملكي رسميًا طلب توحيد دلماسية مع المملكة الكرواتية السلوفينية. لم تُحدث الحكومة النمساوية تغييرًا كبيرًا في نظام البندقية القائم ولم تنفّذ سوى إصلاحات محدودة في التعليم والقضاء خلال إدارتها الأولى القصيرة لدلماسية. في عام 1803، افتُتحت صالة للألعاب الرياضية في زادار. بعد الهزيمة النمساوية أمام نابليون، ووفقًا لأحكام صلح برسبورغ عام 1805، سُلِّمت دلماسية
للفرنسيين الذين ضمّوها إلى دولة نابليون العميلة -مملكة إيطاليا- وبذلك أنهوا الإدارة النمساوية الأولى لدلماسية.

### الإدارة الفرنسية
بعد صلح برسبورغ، أرسل نابليون الجنرال غابرييل جان جوزيف موليتور ليسيطر على دلماسية. في فبراير 1806، احتل الفرنسيون شمال دلماسية وصولًا إلى نهر نيريتفا. سيطر الروس وحلفاؤهم من الجبل الأسود على خليج كوتور الذي سُلِّم أيضًا للفرنسيين بموجب الصلح. بالإضافة إلى ذلك، احتل الروس كورتشولا أيضًا وسعوا إلى الاستيلاء على جمهورية راغوزا.

#### سقوط جمهورية راغوزا
وفقًا لأحكام صلح برسبورغ، حصلت فرنسا على كل دلماسية وخليج كوتور. قطع إقليم جمهورية راغوزا (دوبروفنيك) الاتصال البري بين تلك الأراضي الفرنسية. مع وجود جيش نابليون من جهة، والدولة العثمانية الضعيفة من جهة أخرى، لم تعد الجمهورية آمنة. في 27 مايو 1806، استسلمت الجمهورية -بتهديد من الروس- دون مقاومة القوات الفرنسية. بالتحديد، دخل السرب الفرنسي الذي يبلغ تعداده 1200 جندي بقيادة الجنرال جاك لوريستون المدينةَ تحت مزاعم كاذبة. منذ دخول الجيش الفرنسي إلى دوبروفنيك، بدأت العمليات الحربية في الدولة العثمانية بقيادة الجيش الروسي المشترك والقوات شبه العسكرية في الجبل الأسود التي ساعدها السكان الصرب من المناطق الداخلية. في بداية أكتوبر 1806، طُرد الجيش الروسي المعادي من أراضي جمهورية دوبروفنيك بمساعدة الجنرال أوغست دو مارمون. بعد ذلك بوقت قصير، سيطر الفرنسيون على حكومة دوبروفنيك. أُرهقت دوبروفنيك ماليًا بسبب احتياجات القوات الفرنسية مهولة العدد. دُمِّر أسطول دوبروفنيك أو ضاع في موانئ البحر المتوسط، وتوقّفت التجارة المربحة مع المناطق الداخلية. في 31 يناير 1808، حلّ الجنرال مارمون -بموافقة نابليون- مجلس الشيوخ في دوبروفنيك وألغى استقلالها. بعد إلغاء الجمهورية، خضعت منطقة دوبروفنيك وخليج كوتور لمملكة إيطاليا النابوليونية وبين عامي 1810 و 1814 أصبحت من ضمن الأقاليم الإيليرية الفرنسية.